# X Crateris
X Crateris är en pulserande variabel av RR Lyrae-typ (RRAB/BL) i stjärnbilden Bägaren. 
Stjärnan varierar mellan visuell magnitud +11,086 och 11,752 med en period av 0,732821 dygn eller 17,5877 timmar. RR Lyrae-stjärnornans period varierar mellan 0,2 och 1,2 dygn med ett medianvärde på 0,5 dygn. X Crateris ligger med andra ord en bit över medelvärdet.